# 7PLACES
Sieben Orte in Deutschland ist eine Online-Ausstellung, die an die Novemberpogrome von 1938, den Holocaust erinnert, und die 1700-jährige Geschichte des Judentums in Deutschland beschreibt. Gestaltet wurde die Präsentation von dem Museum Zentrum für verfolgte Künste in Solingen. Unterstützt wird das Projekt von den Vereinten Nationen und dem Verein 321–2021: 1700 Jahre Jüdisches Leben in Deutschland e. V. Das Konzept beruht auf einem vertikalen Zeitstrahl, der 1700 Jahre abdeckt und an bestimmten Jahreszahlen angeklickt werden kann und weiter gehende Informationen bereithält. Von sieben ausgewählten jüdischen Gemeinden und Orten präsentiert die Ausstellung ihre Geschichte anhand von historischen Fotos und Dokumenten. Die Online-Ausstellung soll dabei ständig erweitert werden. Die virtuelle Eröffnung fand am 9. November 2020 in Köln statt.

## Konzeption und Ziel
Die Ausstellung ist als wachsende interaktive und multimediale Präsentation konzipiert. Außerdem gibt es einen Eröffnungsfilm, moderiert von Tatiana Feldman, der Konzept, die mit dem Projekt verbundene Intention und Hoffnung illustriert. Heiko Maas, einer der Redner zur Eröffnung, umriss das Ziel mit den Worten:

„Erinnern bedeutet, aus dem Gestern die richtigen Schlüsse für Heute und Morgen zu ziehen.“

Melissa Fleming (UNO-Hauptabteilung für Globale Kommunikation) begründet die Notwendigkeit des Projekts mit der Erkenntnis:

„Wir wissen, wohin Hass und Hetze führen können.“

Darüber hinaus gibt die Webseite des Projekts Hinweise auf externe Veranstaltungen zum Thema 1700 Jahre Judentum in Deutschland. Geplant ist außerdem, im Verlauf der Ausstellung Lernmaterial für Schulen bereitzustellen, die in einem Seminar an der Universität Osnabrück erarbeitet werden.

## Berlin
Die Ausstellung präsentiert die Neue Synagoge in Berlin, umreißt ihre Geschichte, geht auf ihre heutige Bedeutung und Nutzung für die jüdische Gemeinde, als wiederhergestelltes ikonisches Wahrzeichen der Stadt ein und beschreibt das dortige 1995 eröffnete Centrum Judaicum.

## Essen
Auf Anregung von Paul Spiegel entstand ab 2008 in dem Gebäude der Alten Synagoge Essen das Haus jüdischer Kultur das 2010 eröffnet wurde. Der inhaltliche Schwerpunkt der Veranstaltungen liegt auf dem „zeitgenössischen Judentum“ und hat damit im Gegensatz zu anderen Einrichtungen in Nordrhein.Westfalen ein Alleinstellungsmerkmal.

## Rosbach
In Rosbach wurde 1994 die Gedenkstätte Landjuden an der Sieg eröffnet. Das Haus gehörte einer jüdischen Familie Seligmann, von der 12 Familienmitglieder von den Nationalsozialisten ermordet wurden. 2018 sammelten zwei Schulklassen aus dem Ort nach einem Besuch im Konzentrationslager Sachsenhausen Geld für die Verlegung von Stolpersteinen unter Mitwirkung von Gunter Demnig.

## Halle
Etwa seit dem Jahr 1000 waren in der Stadt wahrscheinlich Juden, aber erst 1184 gibt es dafür Quellen. In der Ausstellung Sieben Orte in Deutschland wird die heutige Gemeinde mit ihren Aktivitäten vorgestellt. So stiftete sie 2003 den Emil-Fackenheim-Preis, der nach dem Philosophen und Rabbiner Emil Fackenheim benannt ist. Nach dem antisemitisch motivierten Anschlag auf die Hallenser Synagoge am 9. Oktober 2019 errichtete die Gemeinde ein Jahr später im Innenhof ein künstlerisch gestaltetes Mahnmal, in das die stabile Holztür mit den Einschusslöchern integriert ist.

## Köln
Archäologische Grabungen haben belegt, dass es in der spätrömischen Siedlung Colonia Agrippinensis bereits eine jüdische Gemeinde gab. Ein Beleg dafür ist eine Urkunde des Kaisers Konstantin I. aus dem Jahr 321, das den angenommenen zeitlichen Ausgangspunkt der jüdischen Geschichte in Deutschland darstellt. In der Archäologischen Zone Köln im ehemaligen jüdischen Viertel soll das jüdische Museum MiQua entstehen.

## Norderney
Die jüdische Gemeinde auf der Nordseeinsel Norderney war eine Filiale der Gemeinde in Norden. Es gab auf der Insel eine Synagoge, die vor allem den jüdischen Badegästen diente. Aber es gab auch ansässige Familien, die vor allem ein Angebot an koscheren Wein und Speisen für die seit 1820 dort weilenden Badegäste bereit hielten. Das Stadtarchiv Norderney zeigte von Dezember 2006 bis Mai 2007 die Ausstellung Juden auf Norderney, die Chaim Bar-Tikva gewidmet war, der als Heinz Hoffmann als letzter Jude aus Norderney überlebte und heute in Israel lebt.

## Solingen
In Solingen gab es seit dem 15. Jahrhundert Juden, die vor allem mit Tuchen, Leder, Fellen und Stahlwaren handelten. In der Pogromnacht vom 9. November 1938 wurde der Journalist der KPD-Zeitung Bergische Arbeiterstimme Max Leven von Solinger Nazis ermordet. Am ehemaligen Standort der Zeitung errichtet die Stadt-Sparkasse Solingen bis 2024 einen Neubau, der auf Initiative des Arbeitskreises Verfolgung und Widerstand in Solingen 1933-1945 neben der Geschäftsstelle auch Raum für eine Bildungs- und Gedenkstätte mit dem Namen Max-Leven-Zentrum Solingen enthalten soll. Die Trägerschaft übernimmt die Stadt Solingen.

## Partner
- Institut für jüdische Geschichte Österreichs
- Strasshof an der Nordbahn (Erinnerungsmal für die Opfer des Durchgangslagers Strasshof), Österreich
- Montreal Holocaust Memorial Center, Kanada
- Das Blaue Haus, Gedenk- und Bildungsstätte für die Geschichte der Breisacher Juden und der Juden am Oberrhein
- Jüdisches Museum Thessaloniki, Griechenland
- Dana Arieli Phantoms-Projekt, Israel
- Holocaust-Gedächtniszentrum für die Juden aus Mazedonien Skopje, Nordmazedonien
- Museum für zeitgenössische Kunst in Krakau (MOCAK)
- Elie-Wiesel-Museum für jüdische Kultur in Maramureș und Nationales Elie Wiesel Forschungsinstitut, Rumänien
- Gedenkfriedhof Piskaryovskoye, Russland
- Boris-Lurie-Kunststiftung, USA
- The Magnes Collection of Jewish Art and Life, USA
- Johannesburg Holocaust & Genozid-Zentrum (JHGC), Südafrika